# ジョセフ・リード・インガーソル

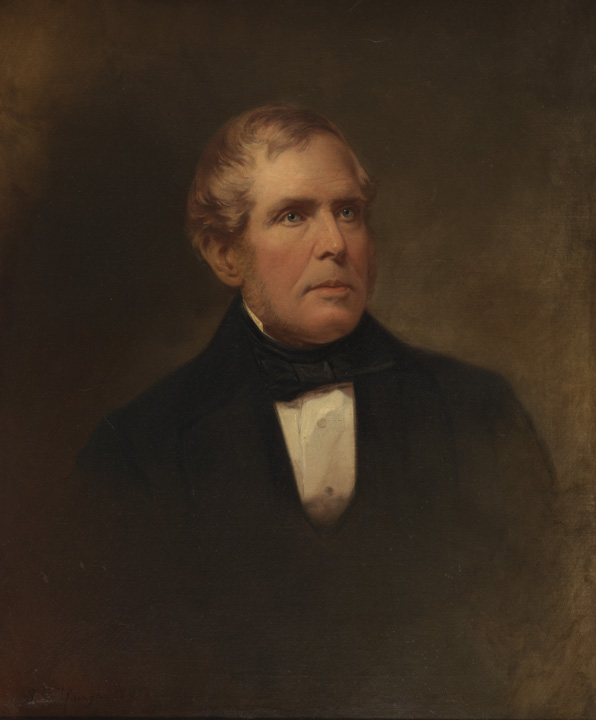
ジョセフ・リード・インガーソル
(画)サミュエル・ウォー

ジョセフ・リード・インガーソル（Joseph Reed Ingersoll, 1786年6月14日 - 1868年2月20日）は、アメリカ合衆国の弁護士、政治家。ペンシルベニア州選出連邦下院議員、駐イギリス公使を務めた。

## 生涯
1786年6月14日、インガーソルはペンシルベニア州フィラデルフィアにおいて誕生した。インガーソルは古典語学校に学び、プリンストン大学に進学。1804年に卒業した。インガーソルは大学では法学を学び、弁護士として認可を受けた。その後、ペンシルベニア州フィラデルフィアで弁護士業を開業した。
インガーソルは1834年に国民共和党の候補として連邦下院議員に選出された。インガーソルは1835年3月4日から1837年まで連邦下院議員を1期2年務めた。インガーソルは1836年に再選指名を辞退した。連邦下院議員退任後は弁護士業に復帰した。
1841年10月12日、インガーソルは欠員充当のためホイッグ党から連邦下院議員に選任された。インガーソルは1849年3月3日まで連邦下院議員を4期8年務めた。インガーソルは連邦下院において、1847年に司法委員会委員長を務めた。インガーソルは1848年に再選指名を辞退した。
1852年8月21日、インガーソルはミラード・フィルモア大統領から駐イギリス特命全権公使に任命された。インガーソルは1852年10月16日に信任状を奉呈して着任した。インガーソルは1853年8月23日に召還されるまで公使職を務めた。
1868年2月20日、インガーソルはペンシルベニア州フィラデルフィアにおいて死去した。インガーソルの遺体は聖ペテロ新教徒聖公会墓地に埋葬された。

## 家族
父親は連邦党の政治家ジャレド・インガーソル、母親はイングランドからの移民の子孫エリザベス・ペティト (Elizabeth Pettit) であった。インガーソルはアン・ウィルコックス (Ann Wilcocks, 1781-1831) と結婚した。2人の間に子供は生まれなかった。